# Toponimi latini dei comuni della provincia di Grosseto
Questo elenco comprende i toponimi latini dei comuni della provincia di Grosseto effettivamente usati in epoca classica, medievale e moderna.

## Elenco
| Endonimo italiano         | Toponimo latino principale   | Varianti                                                                                         | Antropotoponimo (nome degli abitanti)             | Note                                                     |
| ------------------------- | ---------------------------- | ------------------------------------------------------------------------------------------------ | ------------------------------------------------- | -------------------------------------------------------- |
| Grosseto                  | Grossetum -i                 | Grossetis civitas, Rosellana civitas, Rosetum -i                                                 | Grossetani, Rosellani, Rosellellenses, Rosolenses | Latinizzazione medievale. Vedi anche: Storia di Grosseto |
| Arcidosso                 | Arcidossum -i                | Aridorsum -i                                                                                     | Arcidossini                                       |                                                          |
| Campagnatico              | Campaniaticum -i             | Campagnaticum -i                                                                                 | Campaniaticenses                                  |                                                          |
| Capalbio                  | Caput Albulum                | Caput Abbantium, Caput Alvei, Caput Albium, Capalbium -i                                         |                                                   |                                                          |
| Castel del Piano          | Castrum Plani                | Castrum Plani, Casale Plana                                                                      | Planenses, Ciolenses                              |                                                          |
| Castell'Azzara            | Castellum Lazzarii           | Castrum Lazzarii, Castrum Zauri                                                                  | Lazzarienses, Castelazzarienses                   |                                                          |
| Castiglione della Pescaia | Castillio Piscariae          | Castellio Piscariae, Castrum Leonis Piscariae, Castillio ad Lacum Prilem, ant.te ad Lacum Prilem | Castillionenses                                   |                                                          |
| Cinigiano                 | Cinisianum -i                | Cinigianum -i                                                                                    | Cinisianenses                                     |                                                          |
| Civitella Paganico        | Civitella Paganicum          | Civitella Maritima /Paganicum, Castrum Francum Paganici                                          | Civitellenses, Paganicenses                       |                                                          |
| Follonica                 | Fullonica -ae                | Fullona -ae                                                                                      | Fullonenses, Fullonicenses                        |                                                          |
| Gavorrano                 | Gavorranum -i                | Caput Borreanum                                                                                  | Borreanenses, Gavorranenses                       |                                                          |
| Isola del Giglio          | Igilium -ii                  | Aegilium -ii                                                                                     | Igilienses                                        |                                                          |
| Magliano in Toscana       | Manlianum -i                 | Castrum Malliani                                                                                 | Manlianenses                                      |                                                          |
| Manciano                  | Mantianum -i                 | Mancianum                                                                                        | Mantianenses, Mancianenses                        |                                                          |
| Massa Marittima           | Massa Veternensis            | Massa Maritima                                                                                   | Massani                                           |                                                          |
| Monte Argentario          | Mons Argentarius             |                                                                                                  | Argentari                                         |                                                          |
| Monterotondo Marittimo    | Mons Ritundus                | Mons Rotundus Maritimus                                                                          | Monteritundini                                    |                                                          |
| Montieri                  | Mons Aeris                   | Castrum Monterii                                                                                 | Monteaerini                                       |                                                          |
| Orbetello                 | Urbetellum -i, Orbitellum -i | Orbetellum, Orbitellus, Subcosa                                                                  | Urbetellienses, Orbetellienses                    |                                                          |
| Pitigliano                | Pitilianum -i                | Pitiglianum -i                                                                                   | Pitilianenses                                     |                                                          |
| Roccalbegna               | Rocca Albinia                | Arx Albinia, Roccha Albigna, Petra de Albinia                                                    | Roccalbinienses                                   |                                                          |
| Roccastrada               | Rochastrata -ae              | Roccastrada -ae, Rocha ad Stratam, Rocca ad Stratam, ad Stratam                                  | Rochastratenses                                   |                                                          |
| Santa Fiora               | Castrum Sanctae Florae       | Fanum Sanctae Florae                                                                             | Florenses                                         |                                                          |
| Scansano                  | Scansanum -i                 | Castrum Scansani, Scantianum                                                                     | Scansanenses                                      |                                                          |
| Scarlino                  | Scarlinum -i                 | Scharlinum - i, Scatonum oppidum                                                                 | Scarlinenses                                      |                                                          |
| Seggiano                  | Seggianum -i                 | Sejanum -i, Sergianum -i, Senganum -i                                                            | Seggianenses                                      |                                                          |
| Semproniano               | Samprugnanum -i              | Castrum Samprugnani, Sampronianum -i, Sempronianum -i                                            | Sempronianenses                                   |                                                          |
| Sorano                    | Soranum -i                   | Surbanum -i, Sudertum -i, Sudernum -i                                                            | Soranenses                                        |                                                          |